# Lykeion
Lykeion var først et offentligt mødested i en lund uden for Athen, dernæst et idrætsanlæg (gymnasium). I 335 f.Kr. grundlagde Aristoteles sin filosofiske skole, den peripatetiske skole. I 1996 blev resterne af Lykeion opdaget i Athen i en park bag ved parlamentet.

## Før Aristoteles
Mange filosoffer og sofister havde talt i Lykeion før Aristoteles; fx Prodikos og Protagoras. De mest berømte filosoffer, der har undervist der, er Isokrates, Platon og Sokrates.

## Aristoteles' skole
I 335 f.Kr. blev Athen erobret af Makedonien, og Aristoteles, der var 50, vendte tilbage til Athen fra Lilleasien. Aristoteles kunne være blevet skolark for Platons akademi, men da det i stedet blev Speusippos, begyndte Aristoteles at undervise om morgenen i Lykeion og grundlagde en egentlig skole. Efter morgenundervisningen holdt Aristoteles jævnligt offentlige forelæsninger, og der begyndte at cirkulere manuskripter af hans samlede forelæsninger. Den gruppe lærde, der fulgte Aristoteles' lære, blev kaldt peripatetikerne på grund af Aristoteles' tendens til at gå, mens han underviste.
Aristoteles fokuserede på videnskabeligt samarbejde og indsamlede materiale til naturhistorie og samlede systematisk filosofiske skrifter til sit bibliotek. Som en del af deres studier blev elever tildelt forskningsprojekter inden for historie eller videnskab. Skolen blev drevet af eleverne. De studerende valgte en ny studerende administrator hver tiende dag, der arbejdede sammen med skolens ledelse, så alle de studerende blev involveret. Protreptik er en pædagogisk metode der brugtes i Lykeion, som Aristoteles overtog fra Platon.
Aristoteles havde arbejdet som Alexander den Stores huslærer, og Alexander indsamlede planter og dyr til Aristoteles' forskning. Det gjorde, at Aristoteles kunne grundlægge verdens første botaniske have. Mange mener, at Alexander donerede store beløb til skolen.
I 322 f.Kr. blev Aristoteles nødt til at flygte fra Athen med sin familie, da byens ledere igen blev uvenlige overfor Makedonien, og Aristoteles havde støttet Makedonien. Han overlod Lykeion til Theofrastos og døde senere samme år i Kalkis tæt på sin hjemby.

## Lykeion efter Aristoteles
Theofrastos fortsatte Aristoteles' arbejde, især som den første organisator af botanikken. Selv om han ikke var athener og havde mødt Aristoteles i 340'erne f.Kr. i hans hjemegn Lesbos, lykkedes det ham at købe land nær ved Lykeions hovedgymnasium og flere bygninger til bibliotekets og arbejdsplads i 315 f.Kr. Theofrastos efterlod sine ejendomme til sine venner, så de kunne fortsætte deres arbejde med filosofi.
Under Theofrastos' efterfølger Strato sank skolens kvalitet meget. Den lukkede, da den romerske general Sulla hærgede Athen i 86 f.Kr.
Der er teorier om, at Lykeion blev genetableret i det 1. århundrede f.Kr. af Andronikos og igen var en driftig filosofisk skole, indtil Athen igen blev hærget i år 267.

## Aristoteles' bibliotek
Theofrastos efterlod i sit testamente biblioteket til Neleus, som han troede ville efterfølge ham. Det rummede både hans egne og Aristoteles' værker og de studerendes forskningsprojekter, filosofiske tekster og filosofihistorier. Lykeion valgte i stedet Strato som skolens leder, og da Neleus trak sig tilbage fra Lykeion, tog han alle bøgerne i biblioteket med sig til Skepsis i Mysien. Neleus var ekspert i Aristoteles og Thefrastos, og Theofrastos har måske troet han ville lave et katalog over de 10.000 skriftruller af papyrus. Nogen af bøgerne blev muligvis solgt til Biblioteket i Alexandria. I det 10. århundrede fandt man værker af Theofrastos og Aristoteles i et katalog fra biblioteket, som man må have fået fra Neleus. Resten synes at være blevet skjult af Neleus' familie, der var kendt for sin uvidenhed.
Biblioteket forsvandt nu i 200 år, indtil det synes at være blevet solgt af Neleus' arvinger i det 1. århundrede f.Kr. og kom tilbage til skolen. Da Sulla hærgede Athen, blev bøgerne sendt til Rom. I løbet af de forskellige rejser gik en femtedel af Aristoteles' værker tabt, og vi kender dem ikke i dag. Det tiloversblevne blev redigeret for brug imellem 73 f.Kr. og 20 f.Kr. formentlig af Andronikos fra Rhodos, Lykeons 11. leder. Siden er resten af værkerne blevet oversat og er vidt udbredte og udgør meget af vores viden om den antikke filosofi.

## Andre berømte medlemmer
Skolen havde mange berømte medlemmer heriblandt
- Eudemus, matematikhistoriker.
- Aristoxenus, der skrev om musik.
- Dicaearchus, skrev mange værker om etik, politik, psykologi og geografi.
- Menander, den mest kendte repræsentant for den "ny komedie" i den athenske komedietradition.
- Meno, medicinhistoriker.
- Demetrius of Phaleron der styrede Athen 317 f.Kr. til 307 f.Kr.

## Liste over skolarker, forstandere
- Aristoteles
- Theofrastos
- Strato til 268 f.Kr.
- Lyco fra Troas,
- Aristo fra Keos
- Critolaus
- Diodorus fra Tyre
- Erymneus
- Andronikos

## Udgravning
Der er teorier om at både Aristoteles og Theofrastos blev begravet i Lykeions haver, selv om der ikke er fundet grave der.
Under en udgravning i 1996, der skulle skaffe plads til Athens nye Museum for moderne kunst, fandt man Aristoteles' Lykeion. Beskrivelser fra antikke filosoffer antyder stedes placering, som man mente var lige uden for det gamle Athens østgrænse, ved floderne Ilissos og Eridanos og tæt ved Lykabettus-bjerget. Udgravningsstedet er i Athens centrum ved krydset af gaderne Rigillis og Vasilissis Sofias. Under de første udgravninger fandtes et gymnasium og en plads til brydekampe. Siden har man fundet størstedelen af, hvad der kan være tilbage af bygningerne. Det er Lykeion, fordi der ikke er arkæologiske lag under dem. Området blev åbnet for offentligheden i 2009.

## Fodnoter
1. 1 2  Stenudd, Stefan, "Aristotle: His Life, Time, and Work", Stennud. N.p., n.d. Web. 30 October 2009.
2. 1 2 3 4 5  Lindberg, David C. (2007) [1992]. "4: Hellenistic Natural Philosophy". The Beginnings of Western Science (2nd udgave). Chicago: University of Chicago Press. ISBN 0-226-48205-7.
3. 1 2  "Aristotle". Foundations of Agricultural and Extension Education. Raleigh, North Carolina: NC State University College of Agriculture and Life Sciences. Fall 2009. Arkiveret fra originalen 25. november 2009. Hentet 30. oktober 2009.
4. ↑  "Aristotle's School" (Webside ikke længere tilgængelig) ved Portland State University Greek Civilization website, Portland State University. 30 october 2009.
5. ↑  Morison, William (2006). "The Lyceum". Internet Encyclopedia of Philosophy. Hentet 30. oktober 2009.
6. ↑  Baez, Fernando (2008). A Universal History of the Destruction of Books. New York: Atlas and Company. s. 58–60. ISBN 978-1-934633-01-4.
7. ↑  "Lyceum." The Cambridge Dictionary of Philosophy. Cambridge: Cambridge University Press, 1999. Credo Reference. Web. 30 October 2009.
8. ↑  "Lyceum." Science in the Ancient World: An Encyclopedia. Santa Barbara: ABC-CLIO, 2004. Credo Reference. Web. 31 October 2009.
9. ↑  "Lyceum of Aristotle in Athens to open to public as archaeological site". Arkiveret fra originalen 2. marts 2012. Hentet 27. oktober 2011.

37°58′26″N 23°44′36″Ø / 37.97402°N 23.74334°Ø